# Vandlås
En vandlås er en VVS-installation, der spærrer for, at lugten fra kloakken kan gå baglæns gennem vandafløb ind i badeværelset / køkkenet. Det enkle princip har været anvendt siden oldtiden, men er patenteret i England omkring 1800. Dens pålidelighed afhænger af vandlåsens dybde og mængden af vand.
Fire typiske vandlåse er
- S-vandlåsen som vist på illustrationen herunder, har lodret nedadvendt udløb. Den er indbygget i mange gulvmonterede toiletter, men kan også bygges af afløbsrør.
- P-vandlåsen, hvor udløbet peger bagud, hvorved røret kommer til at ligne et P. Den kan som S-vandlåsen bygges af afløbsrør og er indbygget i væghængte toiletter, hvor afløbsrøret er tilsluttet på bagsiden samt gulvmonterede toiletter, som står tæt op ad bagvæggen.
- Indstiksvandlåsen er klokkeformet. Benyttes ofte i almindelige gulvafløb og kan som regel løftes op for rensning.
- Pungvandlåsen sidder synligt under håndvaske, hvis ikke håndvaskens afløb er ført til et gulvafløb. Benyttes ved mindre vandmængder.

Både S- og P- vandlåsen anvendes under køkkenvaske.

## Virkemåde
En vandlås fungerer ved, at afløbsvandet skal trykkes gennem et vandretliggende "S", der sikrer, at der altid befinder sig en prop af vand (5), der kan forhindre luft fra kloakken (4) i at komme ind i huset. Vandproppens positive/negative højde er bestemmende for vandlåsens pålidelighed over for trykforskel. Vandproppens positive højde (evne til at holde kloakluft ude) vil være reduceret, hvis der blot én gang efter sidste brug har været vakuum i kloakledningen, fordi en del af vandet i vandlåsen derved er suget bort. En genopfyldning af vandlåsen bringer dog den positive højde tilbage. Ulempen med vakuum kan også overvindes ved montering af en dertil indrettet kontraventil på faldstammen, hvis denne ikke er ført op til taget.

## Pålidelighed
"Los Stinkos" skjuler en mekanisk kloakrensepumpe, der flyttes før afløb benyttes.
Med voksende krav til nem og lidet pladskrævende installation er vandlåsens dybde reduceret så meget, at vandlåsen mister sin evne til at holde kloakluft ude efter en mindre udtørring, eller efter mindre trykvariation mellem afløbsrør og det atmosfæriske tryk i boligen.
Med en dybde på 1 cm i badeværelset vil vandlåsens pålidelighed være reduceret efter blot en enkelt gang med vakuum i afløbssystemet. Derefter vil blot et mindre overtryk (mindre end 1 cm vandsøjle) kunne presse kloakluft gennem låsen.
Er barometerstanden i huset blot 1 millibar (= 0,7 mm kviksølv eller 10 mm vandsøjle) lavere end trykket i afløbsrørsystemet, vil kloakluft uhindret gå gennem vandlåsen.
Typiske vandlåse giver kun en lille sikring mod kloakluft i badeværelset. Den trykforskel, en vandlås kan modstå, er lille i betragtning af, at barometerstanden svinger 136 cm vandsøjle (= 10 cm kviksølv målt på barometer) gennem året.
Problemer med utilstrækkelige vandlåse vokser i takt med, at husene bliver tættere og tættere.
Lugt i badeværelse kan afhjælpes ved at lukke afløbsristen med en mekanisk kloakrensepumpe.
Lugt fra vandlåse kan også skyldes at vandet i vandlåsen er fordampet, hvis afløbet er uden tilførsel af nyt vand, eksempelvis en nedlagt køkkenvask eller et ubenyttet sommerhus. Så kan vandlåsen efterfyldes med glycerin, som har mindre tendens til at fordampe.

## Billedgalleri
- Princip i vandlåse. Den venstre med faldstamme, som til dels kan forhindre undertryk og derved tørsugning.
- S-vandlås i gulvmonteret toilet
- P-vandlås
- Gulvmonteret indstik-vandlås samlet og adskilt
- Pungvandlås som ofte ses under køkkenvasken
- S-vandlås i vinballon, som lader overtrykket slippe ud, når væsken gærer